# Lijst van schilderijen in het Rijksmuseum Amsterdam/Ba-Bm
Lijst van schilderijen in het Rijksmuseum Amsterdam met werken van schilders van wie de achternaam begint met de letters Ba t/m Bm. Vermeldingen in het grijs geven aan dat het werk geen deel meer uitmaakt van de collectie van het Rijksmuseum, bijvoorbeeld omdat het in bruikleen gegeven is aan een andere instelling of omdat het teruggegeven is aan de bruikleengever.
| Inventarisnummer | Toeschrijving                                   | Titel | Datering      | Afbeelding |
| ---------------- | ----------------------------------------------- | --- | ------------- | ---------- |
| SK-A-1606        | Dirck van Baburen                               | Prometheus door Vulcanus geketend | 1623          |            |
| SK-C-612         | Naar Dirck van Baburen                          | De koppelaarster | 1622-1700     |            |
| SK-A-7           | Adriaen Backer                                  | Portret van Daniël Niëllius | 1671          |            |
| SK-C-1628        | Adriaen Backer                                  | Allegorisch groepsportret, waarschijnlijk voorstellend Anthony de Bordes Sr. die zijn zoon Anthony toevertrouwt aan Minerva                                                 | 1679          |            |
| SK-C-360         | Adriaen Backer                                  | De inspecteurs van het Collegium Medicum te Amsterdam, 1683 | 1683          |            |
| SK-C-362         | Toegeschreven aan Adriaen Backer                | De oppercommissarissen van de Walen in Amsterdam | 1674          |            |
| SK-C-1474        | Jacob Adriaensz. Backer                         | Portret van Johannes Wtenbogaert | 1638          |            |
| SK-C-1174        | Jacob Adriaensz. Backer                         | Officieren en andere schutters van wijk V in Amsterdam onder leiding van kaptein Cornelis de Graeff en luitenant Hendrick Lauwrensz.                                        | 1642          |            |
| SK-C-442         | Jacob Adriaensz. Backer                         | De regenten van het Nieuwe Zijds Huiszittenhuis in Amsterdam | Ca. 1650      |            |
| SK-A-157         | Toegeschreven aan Jacob Adriaensz. Backer       | De gelijkenis van de onwaardige bruiloftsgast | 1630-1651     |            |
| SK-C-1159        | Jacob Adriaensz. Backer                         | Portret van Jan Lutma | 1638-1651     |            |
| SK-A-3516        | Jacob Adriaensz. Backer                         | Portret van Jan Lutma | 1638-1651     |            |
| SK-C-1160        | Jacob Adriaensz. Backer                         | Portret van Sara de Bie | 1638-1651     |            |
| SK-A-3517        | Jacob Adriaensz. Backer                         | Portret van Sara de Bie | 1638-1651     |            |
| SK-A-2199        | Gerrit Backhuijzen                              | Zelfportret | 1745-1760     |            |
| SK-C-387         | Toegeschreven aan Frans Badens                  | Schutters van de compagnie van kapitein Arent ten Grootenhuys en luitenant Jacob Florisz. Cloeck                                                                            | 1603-1623     |            |
| SK-A-1752        | Cornelis de Baellieur                           | Fortuna deelt haar gaven uit | 1617-1671     |            |
| SK-A-3126        | Jan de Baen                                     | Portret van Willem Joseph Baron van Ghent | 1660-1702     |            |
| SK-A-963         | Jan de Baen                                     | Portret van Hieronymus van Beverningk | 1670          |            |
| SK-A-964         | Jan de Baen                                     | Portret van Johanna le Gillon | 1670          |            |
| SK-A-4162        | Toegeschreven aan Jan de Baen                   | Portret van Isaac de l'Ostal de Saint-Martin | 1650-1702     |            |
| SK-A-15          | Toegeschreven aan Jan de Baen                   | De lijken van de gebroeders De Witt | 1672-1675     |            |
| SK-A-4762        | Naar Jan de Baen                                | Portret van Johan de Witt | 1660-1700     |            |
| SK-A-4763        | Naar Jan de Baen                                | Portret van Cornelis de Witt | 1667-1700     |            |
| SK-A-4648        | Naar Jan de Baen                                | Verheerlijking van Cornelis de Witt, met op de achtergrond de tocht naar Chatham                                                                                            | 1667-1700     |            |
| SK-A-13          | Naar Jan de Baen                                | Portretten van Johan en Cornelis de Witt | Ca. 1669      |            |
| SK-A-14          | Naar Jan de Baen                                | Portretten van Johan en Cornelis de Witt | Ca. 1669      |            |
| SK-A-16          | David Bailly                                    | Portret van Aertge Witsen | 1626          |            |
| SK-A-945         | David Bailly                                    | Jonge man met bontmuts | Ca. 1635-1640 |            |
| SK-A-2717        | David Bailly                                    | Portret van Anthony de Wale | 1636          |            |
| SK-C-1644        | Reinier Sybrand Bakels                          | De Laurenskerk in Rotterdam, winter 1940 | 1947          |            |
| SK-C-92          | Ludolf Bakhuizen                                | Gezicht op het Haarlemmermeer | 1646-1708     |            |
| SK-A-1428        | Ludolf Bakhuizen                                | De scheepstimmerwerf der Admiraliteit van Amsterdam | 1655-1660     |            |
| SK-A-4781        | Ludolf Bakhuizen                                | Portret van een man | 1660-1708     |            |
| SK-A-2203        | Ludolf Bakhuizen                                | Gezicht op Egmond aan Zee | 1660-1708     |            |
| SK-A-5080        | Ludolf Bakhuizen                                | Zeegezicht met figuren bij een schip op de kust | 1667          |            |
| SK-A-8           | Ludolf Bakhuizen                                | Nederlandse schepen op de rede van Texel | 1671          |            |
| SK-A-9           | Ludolf Bakhuizen                                | Het IJ voor Amsterdam, van de Mosselsteiger gezien | 1673          |            |
| SK-C-91          | Ludolf Bakhuizen                                | Het IJ voor Amsterdam met het fregat De Ploeg | 1680-1708     |            |
| SK-A-12          | Ludolf Bakhuizen                                | Het IJ voor Amsterdam | Ca. 1680-1708 |            |
| SK-A-2539        | Ludolf Bakhuizen                                | Het oorlogsschip Brielle op de Maas voor Rotterdam | 1689          |            |
| SK-A-10          | Ludolf Bakhuizen                                | Woelige zee met schepen | 1692          |            |
| SK-A-11          | Ludolf Bakhuizen                                | Woelige zee met Nederlands jacht onder zeil | 1694          |            |
| SK-C-1619        | Ludolf Bakhuizen                                | Oorlogsschepen tijdens een storm | 1695          |            |
| SK-A-4856        | Ludolf Bakhuizen                                | Oorlogsschepen tijdens een storm | 1695          |            |
| SK-C-363         | Ludolf Bakhuizen                                | Zelfportret | 1699          |            |
| SK-A-2186        | Ludolf Bakhuizen                                | Portretten van Ludolf Bakhuizen en Anna de Hooghe | 1690-1708     |            |
| SK-A-2187        | Ludolf Bakhuizen                                | Portretten van Ludolf Bakhuizen en Anna de Hooghe | 1690-1708     |            |
| SK-A-2188        | Ludolf Bakhuizen                                | Portret van Anna de Hooghe | 1693-1708     |            |
| SK-A-2315        | Ludolf Bakhuizen                                | Woelige zee met schepen en Kustgezicht met tjalk | 1697          |            |
| SK-A-2316        | Ludolf Bakhuizen                                | Woelige zee met schepen en Kustgezicht met tjalk | 1697          |            |
| SK-A-2189        | Ludolf Bakhuizen                                | Portret van Johannes Bakhuysen met een miniatuurportret van zijn vader Ludolf                                                                                               | 1699-1708     |            |
| SK-A-2197        | Ludolf Bakhuizen                                | Portret van Jan de Hooghe in jachtkostuum | 1700          |            |
| SK-A-2198        | Ludolf Bakhuizen                                | De families Bakhuysen en de Hooghe aan de maaltijd op de Mosselsteiger aan het IJ te Amsterdam                                                                              | 1702          |            |
| SK-A-1465        | Ludolf Bakhuizen                                | Een schilder in zijn atelier, een dame portretterend | 1707          |            |
| SK-A-3070        | Alexander Hugo Bakker Korff                     | De wafelbakster | 1850-1882     |            |
| SK-A-3071        | Alexander Hugo Bakker Korff                     | De lappenmand | 1850-1882     |            |
| SK-A-2260        | Alexander Hugo Bakker Korff                     | Twee dames bezig met naaiwerk | 1860-1882     |            |
| SK-A-4693        | Alexander Hugo Bakker Korff                     | Een middagdutje | 1866          |            |
| SK-A-4694        | Alexander Hugo Bakker Korff                     | Twee dames bij het beschouwen van een schilderijtje | 1866          |            |
| SK-A-1183        | Alexander Hugo Bakker Korff                     | Onder de palmen | 1880          |            |
| SK-C-900         | Toegeschreven aan Pseudo-Ambrodigio di Baldese  | Maria met kind | 1400-1425     |            |
| SK-A-2589        | Toegeschreven aan Pseudo-Ambrodigio di Baldese  | Maria met kind | 1400-1425     |            |
| SK-A-596         | Lazzaro Baldi                                   | Het mystieke huwelijk van de heilige Rosa van Lima | 1666-1670     |            |
| SK-A-17          | Hendrick van Balen                              | Bacchus en Diana | 1600-1632     |            |
| SK-A-860         | Pieter Balten                                   | Sint Maartenskermis | 1540-1584     |            |
| SK-C-838         | Pieter Balten                                   | Een opvoering van de klucht 'Een cluyte van Plaeyerwater' op een Vlaamse kermis                                                                                             | Ca. 1570      |            |
| SK-A-2554        | Pieter Balten                                   | Een opvoering van de klucht 'Een cluyte van Plaeyerwater' op een Vlaamse kermis                                                                                             | Ca. 1570      |            |
| SK-A-1345        | Gerbrand Ban                                    | Portret van een jonge man | 1650          |            |
| SK-A-1003        | Pieter Barbiers (II)                            | Landhoeve bij Helvoirt | 1814-1816     |            |
| SK-C-364         | Dirck Barendsz.                                 | Veertien voetboogschutters van Rot G | 1562          |            |
| SK-C-365         | Dirck Barendsz.                                 | De poseters | 1566          |            |
| RP-T-1995-8      | Dirck Barendsz.                                 | Het Laatste Avondmaal | 1575-1585     |            |
| SK-C-379         | Dirck Barendsz.                                 | Vijfentwintig Amsterdamse schutters van Rot A | 1588          |            |
| SK-A-2164        | Omgeving van Dirck Barendsz.                    | Portret van Willem van Oranje | 1582-1592     |            |
| SK-C-454         | Omgeving van Dirck Barendsz.                    | Schutters van de compagnie van kapitein Reynst Pietersz. en vaandrig Claes Claesz. Kruys                                                                                    | 1585          |            |
| SK-A-2214        | Willem Bartsius                                 | Een kapitein | 1622-1639     |            |
| SK-A-1988        | Marie Bashkirtseff                              | De schoonzuster van de schilderes | 1881          |            |
| SK-A-2127        | Naar Jacopo Bassano                             | De rijke man en de arme Lazarus | 1544-1700     |            |
| SK-A-3006        | Atelier van Leandro Bassano                     | Portret van een vrouw, waarschijnlijk Morosina Morosini | 1590-1600     |            |
| SK-A-864         | Bartholomeus van Bassen                         | Gezelschap in een interieur | 1622-1624     |            |
| SK-C-1350        | Bartholomeus van Bassen en Anthonie Palamedesz. | De Ridderzaal tijdens de vergadering van de Staten-Generaal in 1651 | 1651          |            |
| SK-A-2413        | Nicolaas Bastert                                | Zomerlandschap bij de Vecht | 1870-1910     |            |
| SK-A-2973        | Nicolaas Bastert                                | Bij Breukelen | Ca. 1870-1923 |            |
| SK-A-4720        | Nicolaas Bastert                                | Hooiwagen | 1870-1939     |            |
| SK-A-732         | Karel Batist                                    | Bloemenkrans rond een nis | 1659-1663     |            |
| SK-A-3571        | Marius Bauer                                    | Karavaan | 1877-1903     |            |
| SK-A-3573        | Marius Bauer                                    | Landschap in Spanje | 1877-1907     |            |
| SK-A-2876        | Marius Bauer                                    | Een woestijnbegrafenis | 1877-1922     |            |
| SK-A-2875        | Marius Bauer                                    | Berglandschap in Egypte | 1880-1922     |            |
| SK-A-2261        | Marius Bauer                                    | Het paleis Ambir in Hindoestan | Ca. 1895-1907 |            |
| SK-A-3574        | Marius Bauer                                    | Stadsmuur in India | 1898-1900     |            |
| SK-A-3572        | Marius Bauer                                    | Brug bij Toledo | 1903          |            |
| SK-A-3570        | Marius Bauer                                    | Oosterse straat | 1911          |            |
| SK-A-3575        | Marius Bauer                                    | Oosterse bruiloft | 1911          |            |
| SK-A-4975        | Marius Bauer                                    | Benares, 1913 | 1913          |            |
| SK-A-1004        | Nicolaas Baur                                   | 's Lands fregat Rotterdam op de Maas voor Rotterdam en 's Lands oorlogsschip Amsterdam voor de Westerlaag op het IJ voor Amsterdam                                          | 1807          |            |
| SK-A-1005        | Nicolaas Baur                                   | 's Lands fregat Rotterdam op de Maas voor Rotterdam en 's Lands oorlogsschip Amsterdam voor de Westerlaag op het IJ voor Amsterdam                                          | 1807          |            |
| SK-A-5020        | Nicolaas Baur                                   | Schaatswedstrijd voor vrouwen op de Stadsgracht in Leeuwarden, 21 januari 1809                                                                                              | 1809          |            |
| SK-A-1378        | Nicolaas Baur                                   | De brand op de werven van Algiers, kort na het begin van het bombardement door de Engels-Nederlandse vloot, 27 augustus 1816                                                | 1816-1820     |            |
| SK-A-1377        | Nicolaas Baur                                   | De Engels-Nederlandse vloot in de Baai van Algiers ter ondersteuning van het ultimatum tot vrijlating van blanke slaven, 26 augustus 1816                                   | 1818          |            |
| SK-A-1379        | Nicolaas Baur                                   | Krijgsraad aan boord van de Queen Charlotte van Lord Exmouth voor het bombardement op Algiers, 26 augustus 1816                                                             | 1818          |            |
| SK-A-1380        | Nicolaas Baur                                   | De Engels-Nederlandse vloot onder Lord Exmouth en vice-admiraal Jonkheer Theodorus Frederik van Capellen stelt de Algerijnse fortificaties buiten gevecht, 27 augustus 1816 | 1818          |            |
| SK-A-4985        | Hans Bayens                                     | Portret van Dr. Willem Drees | 1982          |            |
| SK-A-4643        | Jeronimus Becx                                  | De wapens van de VOC en Batavia | 1651          |            |
| SK-A-19          | Andries Beeckman                                | Het kasteel van Batavia | Ca. 1662-1663 |            |
| SK-A-3520        | Bernard van Beek                                | Koeien in de wei | 1875-1941     |            |
| SK-A-750         | Adriaen Cornelisz. Beeldemaker                  | De jager | 1653          |            |
| SK-A-2676        | Adriaen Cornelisz. Beeldemaker                  | Jager met honden aan bosrand | Ca. 1660-1699 |            |
| SK-A-1193        | Cornelis Beelt                                  | De Hollandse haringvloot onder zeil | 1660-1701     |            |
| SK-A-2692        | Cornelis Beelt                                  | Het vertrek van Karel II, koning van Engeland, vanuit Scheveningen, 2 juni 1660                                                                                             | 1660-1701     |            |
| SK-A-679         | Abraham Beerstraaten                            | De Blauwpoort te Leiden in de winter | Ca. 1635-1665 |            |
| SK-A-3737        | Abraham Beerstraaten                            | Slag van de verenigde Venetiaanse en Nederlandse vloten tegen de Turken in de Baai van Foja, 1649                                                                           | 1656          |            |
| SK-A-20          | Jan Abrahamsz. Beerstraaten                     | Het Paalhuis en de Nieuwe Brug te Amsterdam in de winter | 1640-1666     |            |
| SK-A-4134        | Jan Abrahamsz. Beerstraaten                     | Gezicht op de kerk te Sloten in de winter | 1640-1666     |            |
| SK-A-21          | Jan Abrahamsz. Beerstraaten                     | De puinhopen van het Oude Stadhuis te Amsterdam na de brand van 7 juli 1652                                                                                                 | 1652-1666     |            |
| SK-A-22          | Jan Abrahamsz. Beerstraaten                     | Slag bij Terheide | 1653-1666     |            |
| SK-A-2678        | Jan Abrahamsz. Beerstraaten                     | Hollandse schepen in een vreemde haven | 1658          |            |
| SK-C-94          | Jan Abrahamsz. Beerstraaten                     | Gezicht op Ouderkerk in de winter | 1659          |            |
| SK-C-1175        | Jan Abrahamsz. Beerstraaten                     | Het Paalhuis en de Nieuwe Brug, gezien vanaf het IJ | 1663          |            |
| SK-C-814         | Toegeschreven aan Osias Beert de Oudere         | Stilleven | 1600-1625     |            |
| SK-A-2549        | Toegeschreven aan Osias Beert de Oudere         | Stilleven | 1600-1625     |            |
| SK-A-4247        | Trant van Osias Beert de Oudere                 | Stilleven | 1600-1650     |            |
| SK-A-1732        | Sybrand van Beest                               | Groentemarkt | 1646          |            |
| SK-A-1633        | Toegeschreven aan Sybrand van Beest             | Het gezantschap van de Tsaar van Moscovië op weg naar de Statenvergadering in Den Haag, 4 november 1631                                                                     | 1631-1674     |            |
| SK-A-1597        | Cornelis de Beet                                | Zelfportret | 1652          |            |
| SK-A-24          | Cornelis Bega                                   | Musicerende en dansende boeren | 1650-1664     |            |
| SK-C-95          | Cornelis Bega                                   | Het gebed voor de maaltijd | 1663          |            |
| SK-A-1497        | Abraham Begeyn                                  | De plundering | 1650-1697     |            |
| SK-A-1006        | Carel Jacobus Behr en Gijsbertus Craeyvanger    | Stadswal met kruitmagazijn | 1830          |            |
| SK-A-885         | Johann Philipp Behr                             | Portret van Maria Louisa van Hessen-Kassel | 1720-1756     |            |
| SK-A-3828        | Abraham van Beijeren                            | Stilleven | 1640-1670     |            |
| SK-A-3944        | Abraham van Beijeren                            | Stilleven | Ca. 1640-1680 |            |
| SK-A-25          | Abraham van Beijeren                            | Stilleven met vissen | Ca. 1650-1670 |            |
| SK-A-355         | Abraham van Beijeren                            | Stilleven met bloemen | 1650-1670     |            |
| SK-A-4073        | Abraham van Beijeren                            | Riviergezicht | 1650-1670     |            |
| SK-A-4952        | Abraham van Beijeren                            | Stilleven met een verguld zilveren bekerschroef met een roemer | 1640-1670     |            |
| SK-A-997         | Jacob Bellevois                                 | Riviermonding bij stormachtig weer | 1631-1660     |            |
| SK-A-2674        | Jacob Bellevois                                 | Een Frans eskader bij een rotsachtige kust | 1640-1676     |            |
| SK-A-4248        | Jacob Bellevois                                 | Een Frans eskader bij een rotsachtige kust | 1640-1676     |            |
| SK-A-3379        | Toegeschreven aan Giovanni Bellini              | Maria met kind | 1470-1480     |            |
| SK-A-3287        | Omgeving van Giovanni Bellini                   | Maria met kind | 1465-1470     |            |
| SK-A-3389        | School van Giovanni Bellini                     | Maria met kind | Ca. 1490-1520 |            |
| SK-C-1419        | Giovanni Bellini                                | Portret van een vrouw | 1450-1470     |            |
| SK-A-3993        | Giovanni Bellini                                | Portret van een vrouw | 1450-1470     |            |
| SK-A-27          | Nicolaes Berchem                                | Stadswal van Haarlem in de winter | 1647          |            |
| SK-A-28          | Nicolaes Berchem                                | IJsgezicht nabij een stad | 1647 (?)      |            |
| SK-A-26          | Nicolaes Berchem                                | Italiaans landschap | 1650-1683     |            |
| SK-A-29          | Nicolaes Berchem                                | De drie kuddes | 1656          |            |
| SK-A-30          | Nicolaes Berchem                                | De ossendrift | 1656          |            |
| SK-C-97          | Nicolaes Berchem                                | Italiaans landschap | 1656          |            |
| SK-A-31          | Nicolaes Berchem                                | Het ponteveer | Ca. 1655      |            |
| SK-A-32          | Nicolaes Berchem                                | Ruth en Boaz | 1640-1650     |            |
| SK-C-98          | Nicolaes Berchem                                | Italiaans landschap | 1655-1683     |            |
| SK-A-680         | Nicolaes Berchem                                | Italiaanse ruïne | 1658          |            |
| SK-A-1936        | Nicolaes Berchem                                | Juno geeft Argus opdracht Io te bewaken | 1655-1683     |            |
| SK-A-2317        | Nicolaes Berchem                                | Italiaans landschap |               |            |
| SK-A-2505        | Nicolaes Berchem                                | Dansende boeren in een schuur | 1650-1683     |            |
| SK-A-4841        | Naar Nicolaes Berchem                           | Het ponteveer | 1750s         |            |
| SK-A-33          | Nicolaes Berchem en Joris van der Haagen        | Landschap met baders | 1655-1669     |            |
| SK-C-103         | Gerrit Berckheyde                               | De Bloemenmarkt in Amsterdam | 1660-1680     |            |
| SK-A-35          | Gerrit Berckheyde                               | De Waag en de kraan aan het Spaarne te Haarlem | 1660-1698     |            |
| SK-A-5003        | Gerrit Berckheyde                               | De bocht van de Herengracht | 1671-1672     |            |
| SK-C-1655        | Gerrit Berckheyde                               | De bouw van nieuwe vestingwerken voor Haarlem, met op de achtergrond de St. Bavokerk                                                                                        | 1671-1698     |            |
| SK-A-34          | Gerrit Berckheyde                               | Het stadhuis op de Dam in Amsterdam | 1672          |            |
| SK-A-4750        | Gerrit Berckheyde                               | De Gouden Bocht in de Herengracht in Amsterdam vanuit het westen | 1672          |            |
| SK-A-681         | Gerrit Berckheyde                               | Het Oude Zijds Herenlogement te Amsterdam | 1660-1680     |            |
| SK-A-682         | Gerrit Berckheyde                               | Gezicht op de Gouden Bocht in de Herengracht vanuit het oosten | 1685          |            |
| SK-A-1733        | Gerrit Berckheyde                               | Het stadhuis op de Dam in Amsterdam | 1673          |            |
| SK-C-101         | Gerrit Berckheyde                               | Het Stadhuis op de Dam in Amsterdam | 1693          |            |
| SK-C-104         | Gerrit Berckheyde                               | De voorpoort van kasteel Egmond | 1670-1698     |            |
| SK-A-1790        | Job Berckheyde                                  | Portret van Nicolaes Eichelberg | 1667          |            |
| SK-C-100         | Job Berckheyde                                  | De Sint Bavokerk te Haarlem van binnen | 1674          |            |
| SK-A-984         | G.W. Berckhout                                  | Kasteel Egmond | 1653          |            |
| SK-A-1643        | Hendrick Berckman                               | Portret van Thomas Pots | 1661          |            |
| SK-A-36          | Hendrick Berckman                               | Portret van Adriaen Banckert | Ca. 1670      |            |
| SK-A-1602        | Naar Hendrick Berckman                          | Portret van Michiel de Ruyter | 1655-1893     |            |
| SK-A-1644        | Hendrick Berckman                               | Portret van Adriaen Banckert | 1673          |            |
| SK-A-785         | Toegeschreven aan Claes van Beresteyn           | Duinweg | 1629-1684     |            |
| SK-A-3807        | Andries van den Berg                            | Portret van James Loudon | 1871-1885     |            |
| SK-A-3793        | Andries van den Berg                            | Portret van Cornelis Theodorus Elout | Ca. 1883      |            |
| SK-A-3808        | Andries van den Berg                            | Portret van Johan Wilhelm van Lansberge | 1887          |            |
| SK-A-1007        | Simon van den Berg                              | Zomerochtend | 1869-1870     |            |
| SK-A-3288        | Willem van den Berg                             | Zelfportret | 1908-1910     |            |
| SK-A-37          | Dirck van Bergen                                | Landschap met herdersvolk en vee | 1660-1690     |            |
| SK-A-38          | Dirck van Bergen                                | Landschap met herder en vee | 1675-1685     |            |
| SK-A-39          | Dirck van Bergen                                | Landschap met vechtende stieren | 1660-1690     |            |
| SK-C-105         | Dirck van Bergen                                | Landschap met herders en vee bij een graftombe | 1660-1690     |            |
| SK-A-3031        | Ambrogio Bergognone                             | Madonna met kind | 1500-1523     |            |
| SK-A-3263        | Émile Bernard                                   | Zelfportret | 1897          |            |
| SK-C-1539        | Pieter Godfried Bertichen                       | De scheepstimmerwerf D'Hollandsche Tuin op het Bickers Eiland te Amsterdam                                                                                                  | 1823          |            |
| SK-C-1540        | Pieter Godfried Bertichen                       | De scheepstimmerwerf St. Jago op het Bickers Eiland te Amsterdam | 1823          |            |
| SK-A-40          | Nicolas Bertin                                  | Jozef en de vrouw van Potifar en Suzanna en de ouderlingen | 1699          |            |
| SK-A-41          | Nicolas Bertin                                  | Jozef en de vrouw van Potifar en Suzanna en de ouderlingen | 1699          |            |
| SK-A-1451        | Joachim Beuckelaer                              | De welvoorziene keuken | 1566          |            |
| SK-A-2251        | Joachim Beuckelaer                              | Keukenstuk, met op de achtergrond Jezus bij Martha en Maria | 1569          |            |
| SK-A-1496        | Naar Joachim Beuckelaer                         | Marktplein, met op de achtergrond de geseling, Ecce homo en de kruisdraging                                                                                                 | 1550-1590     |            |
| SK-A-1501        | Charles van Beveren                             | Het afscheid van de soldaat | 1828          |            |
| SK-A-1523        | Charles van Beveren                             | Portret van Louis Royer | 1830          |            |
| SK-A-1524        | Charles van Beveren                             | Portret van Carolina Frederica Kerst | 1830          |            |
| SK-C-1671        | Charles van Beveren                             | Het duet | 1830-1850     |            |
| SK-A-1419        | Cornelis de Bie                                 | Landschap met herders en vee | 1648          |            |
| SK-A-1631        | Christiaen Jansz. van Bieselingen               | De ontmoeting van David en Abigaël | 1583          |            |
| SK-A-1338        | Jan van Bijlert                                 | De luitspeler | Ca. 1630-1640 |            |
| SK-A-1596        | Jan van Bijlert                                 | Portret van een vrouw | 1650          |            |
| SK-C-310         | Toegeschreven aan Jan van Bijlert               | Biddende vrouw | 1640-1671     |            |
| SK-A-2262        | Gerard Bilders                                  | Geitenhoedster | 1864          |            |
| SK-A-4865        | Gerard Bilders                                  | Jacob van Ruisdael, een watermolen schetsend | 1864          |            |
| SK-A-2263        | Gerard Bilders                                  | Koeien bij een plas | 1860-1865     |            |
| SK-A-2264        | Gerard Bilders                                  | Koeien in de weide | 1860-1865     |            |
| SK-A-2297        | Gerard Bilders                                  | Zwitsers landschap | 1860          |            |
| SK-A-2298        | Gerard Bilders                                  | Weiland bij Oosterbeek | 1860          |            |
| SK-A-3072        | Gerard Bilders                                  | Bosvijver bij zonsondergang | Ca. 1862      |            |
| SK-A-3073        | Gerard Bilders                                  | Koeien bij een plas | 1856-1858     |            |
| SK-A-4928        | Johannes Warnardus Bilders                      | Bosgezicht bij Wolfheze | 1860-1890     |            |
| SK-A-1008        | Johannes Warnardus Bilders                      | De heide bij Wolfheze | 1866          |            |
| SK-A-3074        | Johannes Warnardus Bilders                      | Bosgezicht | 1850-1890     |            |
| SK-A-4852        | Johannes Warnardus Bilders                      | Landschap met boerenwoning | 1840-1890     |            |
| SK-A-1922        | Marie Bilders-van Bosse                         | Eikenlaan in de nazomer | 1880-1900     |            |
| SK-A-1801        | Christoffel Bisschop                            | De valkenier | 1850-1880     |            |
| SK-C-749         | Christoffel Bisschop                            | Een zonnig plekje | 1850-1888     |            |
| SK-A-3060        | Christoffel Bisschop                            | Een zonnig plekje | 1850-1888     |            |
| SK-A-3726        | Christoffel Bisschop                            | Het gestoorde gebed | 1850-1904     |            |
| NG-2017-15       | Christoffel Bisschop                            | Heemskerck en Barends, hun tweeden togt naar het Noorden beramende | 1862          |            |
| SK-A-983         | Toegeschreven aan Cornelis Bisschop             | Krijgsraad van elf compagnieën van de Burgerwacht te Dordrecht | Ca. 1675      |            |
| SK-A-1432        | Cornelis Bisschop                               | Allegorie op de tocht naar Chatham (1667) met een portret van Cornelis de Witt                                                                                              | 1668          |            |
| SK-A-2110        | Cornelis Bisschop                               | De appelschilster | 1667          |            |
| SK-A-1802        | Kate Bisschop-Swift                             | De schildersweduwe | 1870          |            |
| SK-A-2715        | Gerrit van Blaaderen                            | Het dorp Samois-sur-Seine in Frankrijk | 1910-1914     |            |
| SK-A-4091        | Jacques Blanchard                               | De heilige Sebastiaan door Irene en haar helpsters verzorgd | 1630-1638     |            |
| SK-A-3235        | Jan Theunisz. Blanckerhoff                      | De slag op de Zuiderzee, 1573 | 1663          |            |
| SK-A-4249        | Jacques-Guillaume van Blarenberghe              | Vier landschappen, de vier jaargetijden voorstellend | 1735-1742     |            |
| SK-A-782         | Dirck Bleker                                    | De boetvaardige Maria Magdalena | 1651          |            |
| SK-A-1009        | David Bles                                      | De vadermoorders | 1869          |            |
| SK-A-1803        | David Bles                                      | De conversatie | 1850-1899     |            |
| SK-A-780         | Herri met de Bles                               | Het paradijs | Ca. 1541-1550 |            |
| SK-A-1604        | Daniël de Blieck                                | Kerkinterieur | 1652          |            |
| SK-A-825         | Zacharias Blijhooft                             | Portret van François Leidecker | 1674          |            |
| SK-A-826         | Zacharias Blijhooft                             | Portret van Petronella van der Burcht | 1674          |            |
| SK-C-576         | Eugène François de Block                        | Zonnige kamer | 1830-1893     |            |
| SK-A-4849        | Anthonie Blocklandt van Montfoort               | De aanbidding der herders | 1560-1572     |            |
| SK-A-3746        | Abraham Bloemaert                               | Prediking van Johannes de Doper | 1590-1610     |            |
| SK-A-3743        | Abraham Bloemaert                               | Landschap met groenten en vruchten op de voorgrond | 1600-1651     |            |
| SK-A-1990        | Abraham Bloemaert                               | Rust op de vlucht naar Egypte | 1632          |            |
| SK-A-735         | Hendrick Bloemaert                              | Portret van Johannes Puttkammer op zijn doodsbed | 1671          |            |
| SK-C-106         | Hendrick Bloemaert                              | De eierenkoopvrouw | 1632          |            |
| SK-A-1173        | Herman Antonie de Bloeme                        | Portret van Antonie Frederick Jan Floris Jacob Baron van Omphal | 1854          |            |
| SK-A-3803        | Herman Antonie de Bloeme                        | Portret van Albertus Jacob Duymaer van Twist | 1861          |            |
| SK-A-786         | Norbert van Bloemen                             | Portret van Jan Pietersz Zomer | 1700-1724     |            |
| SK-A-3478        | Toegeschreven aan Pieter van Bloemen            | Italiaans landschap | 1700-1720     |            |
| SK-A-2974        | Bernard Blommers                                | Meisje met kersen | 1860-1914     |            |
| SK-A-2296        | Bernard Blommers                                | De kinderen van de visser | 1868          |            |
| SK-A-3075        | Bernard Blommers                                | Breiend meisje op een duin | Ca. 1870-1890 |            |
| SK-A-3076        | Bernard Blommers                                | Buurpraatje | Ca. 1880-1907 |            |
| SK-A-1327        | Bernard Blommers                                | Het breistertje | 1885-1886     |            |
| SK-A-660         | Pieter de Bloot                                 | Het kantoor van de advocaat | 1628          |            |
| SK-A-1468        | Pieter de Bloot                                 | Boerenkermis | 1639          |            |